# Канилья, Мария
Мария Кани́лья (итал. Maria Caniglia, 5 мая 1905, Неаполь — 16 апреля 1979, Рим) — итальянская оперная певица (драматическое сопрано), педагог.

## Биография
Канилья родилась в Неаполе, училась в консерватории Сан-Пьетро-а-Майелла в Неаполе. Дебютировала в Турине в 1930 году в роли Хрисофемиды в опере Р. Штрауса «Электра». В том же году в Генуе пела Магду («Затонувший колокол» Респиги), в Риме — Эльзу («Лоэнгрин» Вагнера).
Дебютировала в Ла Скала в роли Мария в опере Пиццетти «Чужестранец» (итал. Lo straniero). Успех пришёл к певице благодаря исполнению в Ла Скала роли Розауры в «Масках» (итал. Le maschere) Масканьи в 1934—35 годах. Канилья выступала в Ла Скала до 1951 года в ведущих партиях драматического сопрано, в том числе в операх «Бал-маскарад», «Сила судьбы», «Аида», «Андре Шенье», «Тоска», «Адриана Лекуврёр». Пользовалась большим успехом в операх позднего веризма.
За пределами Италии Канилья выступала в Парижской опере, Ковент-Гардене, Театре Колон, Венской опере. В 1935 году на Зальцбургском фестивале с успехом выступила в роли Алисы Форд («Фальстаф» Верди). Дебютировала на сцене Метрополитен-Опера в Нью-Йорке 21 ноября 1938 года в роли Дездемоны в «Отелло» Верди.
Канилья принимала участие в возрождении нескольких давно не исполнявшихся опер, таких как «Полиэвкт» Доницетти и «Оберто, граф ди Сан-Бонифачо» Верди. Участвовала в постановках многих современных произведений: в 1931 в Милане пела Мануэлу в опере «Ночь Зораимы» Монтемецци, в 1936 в Риме — Розанну в опере «Сирано де Бержерак» Альфано, в 1937 в Риме заглавную партию в «Лукреции» Респиги.
В последний раз Мария Канилья выступила в роли Тоски в Каире в 1959 году, после чего покинула сцену и занялась преподаванием. Умерла в Риме в возрасте 73 лет.
С 1939 года была в браке с композитором и импресарио Пино Донати (1907-1975), который в разное время занимал руководящие посты в Арена-ди-Верона, Театро Комунале (Болонья) и Чикагской лирической опере.

## Дискография
Канилья оставила большое наследие в области грамзаписи, где ее частым партнёром выступал Беньямино Джильи.
Голосом Канильи поёт Франка Дюваль в фильме-опере режиссёра Кармине Галлоне «Тоска» (1956).

### Студийные записи
- 1938 — Д. Пуччини «Тоска» — партия Флории Тоски

Хор и оркестр Римской оперы, дир. Оливьеро де Фабрициус. Каварадосси — Беньямино Джильи, Скарпиа — Армандо Борджоли.
- 1939 — Д. Верди «Реквием» — партия сопрано

Хор и оркестр королевской оперы в Риме, дир. Туллио Серафин, солисты: Беньямино Джильи, Эбе Стиньяни, Эцио Пинца.
- 1941 — Д. Верди «Сила судьбы» — партия Леоноры

Хор и оркестр Туринского радио, дир. Джино Маринуцци. Альваро — Гальяно Мазини , Дон Карлос — Карло Тальябуэ, Прециозилла — Эбе Стиньяни, Настоятель — Танкреди Пазеро. 

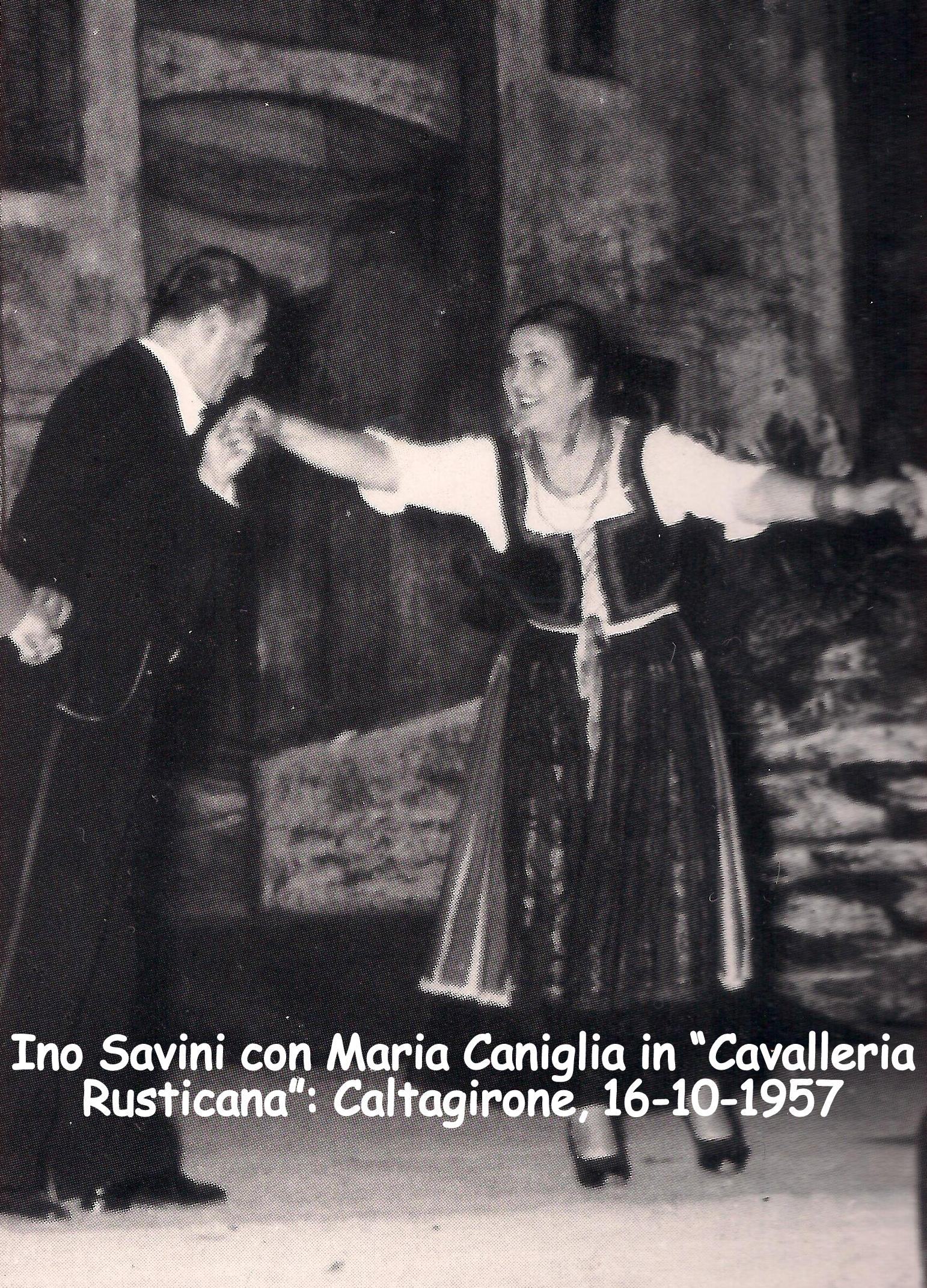
Мария Канилья в опере «Сельская честь» (1957)

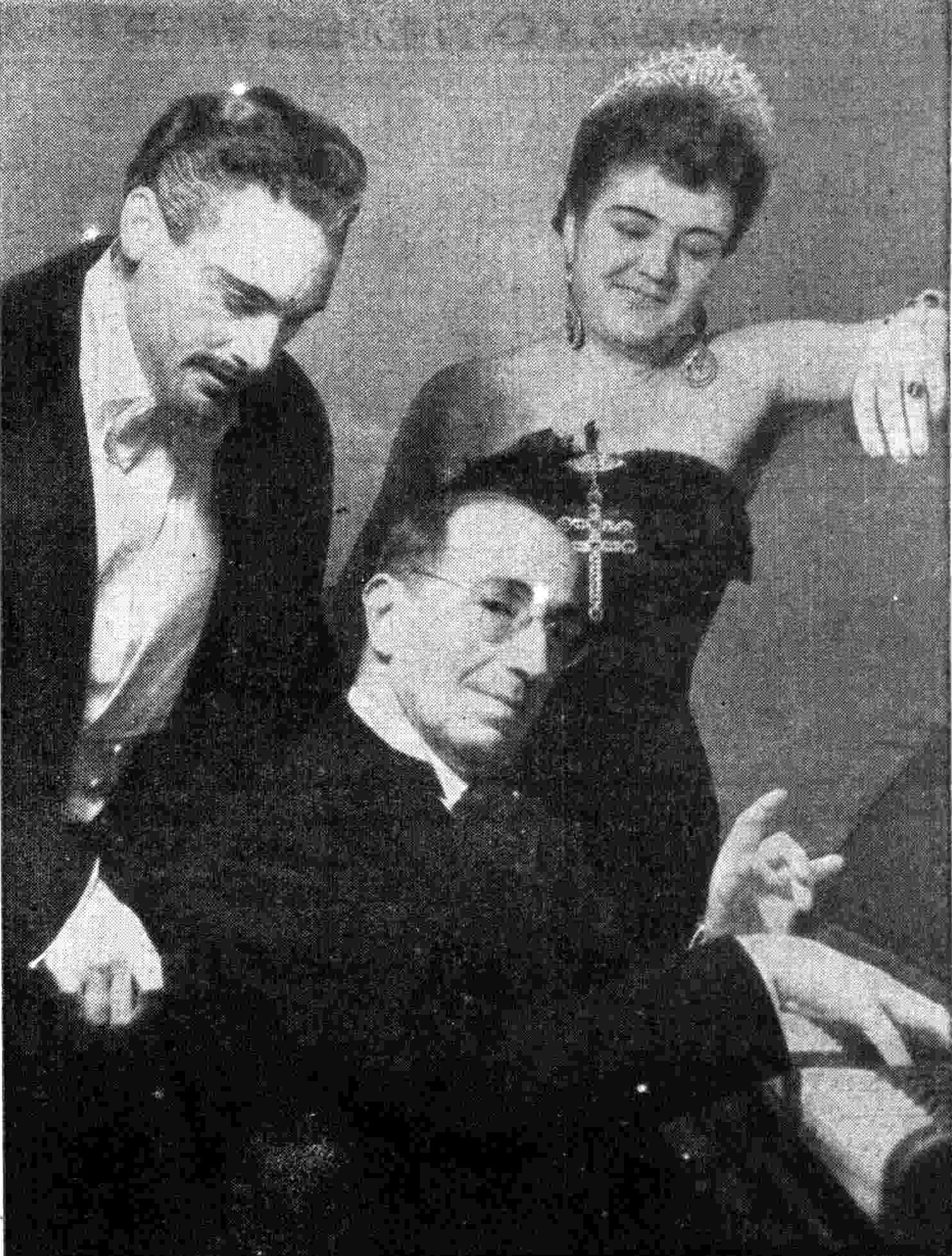
С Марио дель Монако и Габриэле Сантини, 1948

- 1941 — У. Джордано «Андре Шенье» — партия Мадлен

Хор и оркестр театра Ла Скала, дир. Оливьеро де Фабрициус. Андре Шенье — Беньямино Джильи, Шарль Жерар — Джино Беки, графиня де Куаньи — Джульетта Симионато.
- 1943 — Д. Верди «Бал-маскарад» — партия Амелии

Хор и оркестр Римской оперы, дир. Туллио Серафин. Ричард — Беньямино Джильи, Ренато — Джино Беки, Ульрика — Федора Барбьери.
- 1946 — Д. Верди «Аида» — партия Аиды

Хор и оркестр Римской оперы, дир. Туллио Серафин. Радамес — Беньямино Джильи, Амнерис — Эбе Стиньяни, Амонасро — Джино Беки, Рамфис — Танкреди Пазеро, Фараон — Итало Тайо.
- 1950 — У. Джордано «Федора» — партия Федоры

Хор и оркестр Итальянского радио в Милане, дир. Марио Росси. Солисты: Д. Пранделли, С. Коломбо, К. Пиччини.
- 1950 — Р. Дзандонаи «Франческа да Римини» — партия Франчески

Хор и оркестр Итальянского радио в Риме, дир. Антонио Гварнери. Солисты: Д. Пранделли, К. Тальябуэ, О. Роверо.
- 1951 — Д. Верди «Дон Карлос» — партия Елизаветы

Хор и оркестр Итальянского радио в Риме, дир. Фернандо Превитали. Дон Карлос — Мирто Пиччи, Родриго — Паоло Сильвери, Эболи — Эбе Стиньяни, Филипп II — Никола Росси-Лемени Инквизитор — Джулио Нери.

### Живые записи со спектаклей
- Д. Верди. Отелло — партия Дездемоны. Метрополитен Опера, Нью-Йорк, 1938
- Д. Верди. Аида — партия Аиды. Ковент-Гарден, Лондон, 1938
- Д. Верди. Травиата — партия Виолетты. Ковент-Гарден, Лондон, 1938
- Д. Верди. Бал-маскарад — партия Амелии. Римская опера, 1939
- Ф. Чилеа. Адриенна Лекуврер — партия Адриенны. Театр Колон, Буэнос-Айрес, 1939